# Hibah Mohammed
Hibah Mohammed (* 11. Februar 2001) ist eine saudi-arabische Leichtathletin, die sich auf den Sprint spezialisiert hat. Aktuell ist sie Inhaberin des Landesrekordes im 100-Meter-Lauf.

## Sportliche Laufbahn
Erste internationale Erfahrungen sammelte Lujain Ibrahim al-Humaid im Jahr 2024, als sie bei den Westasienmeisterschaften in Basra in 12,24 su und 25,92 s jeweils die Bronzemedaille über 100 und 200 Meter gewann. Im Jahr darauf belegte sie bei den Arabischen Meisterschaften in Oran in 12,46 s und 25,63 s jeweils den siebten Platz über 100 und 200 Meter. Zudem gewann sie mit der saudi-arabischen 4-mal-100-Meter-Staffel in 49,24 s die Bronzemedaille hinter den Teams aus Algerien und Ägypten. Anschließend verpasste sie bei den Asienmeisterschaften in Gumi mit 12,40 s den Finaleinzug im 100-Meter-Lauf und schied auch über 200 Meter mit 25,60 s in der Vorrunde aus.

## Persönliche Bestleistungen
- 100 Meter: 12,24 s (−0,2 m/s), 29. Mai 2024 in Basra (saudi-arabischer Rekord)
- 200 Meter: 25,60 s (+1,7 m/s), 10. April 2025 in Doha